# Bacino imbrifero montano
In Italia, il termine bacino imbrifero montano (dove "imbrifero" deriva dalla parola latina imber = pioggia) indica una zona che raccoglie le acque piovane che alimentano un fiume.
L'art. 1 della legge 27 dicembre 1953 n. 959, che ebbe tra i suoi promulgatori Tarcisio Pacati, recante "Norme modificatrici del T.U. delle leggi sulle acque e sugli impianti elettrici" dispone che "Il Ministero delle infrastrutture e dei trasporti (allora, il Ministero dei lavori pubblici), sentito quello per l'agricoltura e foreste, stabilisce, con proprio decreto, quali sono i «bacini imbriferi montani» nel territorio nazionale e determina il perimetro di ognuno" ... "I Comuni che in tutto o in parte sono compresi in ciascun bacino imbrifero montano sono costituiti in consorzio obbligatorio qualora ne facciano domanda non meno di tre quinti di essi. Se il bacino imbrifero è compreso in più Province, qualora ricorrano le modalità di cui al precedente comma, deve costituirsi un consorzio per ogni Provincia."
I concessionari di grandi derivazioni d'acqua per produzione di forza motrice le cui opere di presa siano situate in tutto o in parte, nell'ambito del perimetro imbrifero montano devono versare al consorzio un sovracanone annuo di un importo determinato nel tempo da decreti ministeriali per ogni chilowatt di potenza nominale media risultante dall'atto di concessione. Ciò genera la disponibilità di ingenti somme per i comuni compresi nel bacino imbrifero di appartenenza, destinate ad opere di carattere pubblico locali o collettive.
I consorzi dei comuni compresi nel bacino imbrifero dei singoli fiumi si sono riuniti a livello nazionale nella Federbim.

## I consorzi
- Abruzzo

BIM Liri-Garigliano
BIM Vomano Tordino
- Emilia-Romagna

BIM Enza
BIM Parma
BIM Taro
- Friuli-Venezia Giulia

BIM Drava
BIM Livenza
BIM Piave
BIM Tagliamento
- Lazio

BIM Nera Velino
- Liguria

BIM Bormida
BIM Entella
BIM Trebbia
- Lombardia

BIM Adda
BIM Brembo Serio lago di Como
BIM del Chiese
BIM Oglio
BIM di Valle Camonica
BIM Sarca Mincio Garda
BIM Ticino
- Marche

BIM Tronto
- Piemonte

BIM del Ticino
BIM del Sesia
BIM della Dora Baltea
BIM dell'Orco
BIM dello Stura di lanzo
BIM della Dora Riparia
BIM del Sangone
BIM del Pellice
BIM del Po
BIM del Varaita
BIM del Maira
BIM del Tanaro
BIM della Bormida
BIM dello Scrivia
- Sardegna

BIM Flumendosa
BIM Taloro
- Toscana

BIM Comunità montana Lunigiana
- Trentino-Alto Adige

BIM Adige
BIM Bacchiglione
BIM Brenta
BIM Chiese
BIM Drava
BIM Piave
BIM Sarca Mincio Garda
- Umbria

BIM Nera Velino
- Valle d'Aosta

BIM Dora Baltea
- Veneto

BIM Piave